# Made in Italy (Loredana Bertè)
Made in Italy è il sesto album di Loredana Bertè, pubblicato su etichetta CGD nel 1981. 
È il primo dei cinque album "americani" della cantante, registrati totalmente o parzialmente negli U.S.A. dal 1981 al 1988; contraddistinto, come il precedente LoredanabertE'', da sonorità funky e pop, contiene i celebri brani Ninna nanna, La goccia e Movie.

## Descrizione
L'album, l'ultimo prodotto da Mario Lavezzi per Loredana Bertè prima della fine della loro relazione, fu registrato nella primavera del 1981 negli Electric Lady Studios di New York, città in cui la cantante aveva abitato per un anno e mezzo per imparare l'inglese in vista di un possibile lancio internazionale. Secondo quanto raccontato più volte dalla Bertè, la cantante viveva in un appartamento di proprietà del suo amico Elio Fiorucci; nella boutique dello stilista, aperta sulla 59ª strada nel 1976, la cantante incontrò Andy Warhol, che inizialmente la scambiò per una barista della caffetteria del negozio. I due fecero amicizia e durante le registrazioni di Made in Italy la Bertè divenne una assidua frequentatrice della Factory, guadagnandosi anche il soprannome di Pasta Queen per le sue doti culinarie. 
Gli autori principali dei brani dell'album sono i consueti Oscar Avogadro per i testi e Mario Lavezzi per le musiche, già abituali collaboratori dei precedenti lavori della Bertè e artefici di molti suoi successi; Gianmarco Gorietti firma le parole di Amica notte, brano "gemello" del precedente Amico giorno contenuto in T.I.R.. Per la prima volta la stessa cantante compare come autrice di alcuni testi, per le canzoni Lontano da dove (inizialmente composta come colonna sonora per l'omonimo film di Stefania Casini e Francesca Marciano, girato nello stesso periodo a New York, poi sostituita nel film con l'omonimo brano di Lucio Dalla), Number one e Canterò, brano di cui la Bertè risulta anche accreditata come autrice della musica.
Fra gli altri autori delle musiche sono presenti Alberto Radius (l'incalzante La goccia e la caraibica Ninna nanna) e Gianni Bella (Amica notte). La musica di Number One è stata scritta da Stephen Daniels, Robin Corley e G. Wright dei Platinum Hook, il gruppo funk newyorkese che partecipò alle registrazioni dell'album e che accompagnerà la Bertè nel successivo tour in Italia e Stati Uniti. In Movie la Bertè canta alcuni versi in rap, probabilmente una delle primissime artiste italiane a farlo.
Ninna nanna, La goccia e Movie conobbero una discreta notorietà nei passaggi radiofonici; questi ultimi due brani erano stati destinati ad un singolo, che fu stampato ma non commercializzato per evitare di incidere negativamente sulle vendite del 33 giri, che risultarono inferiori alle aspettative ; Ninna nanna uscì come 45 giri solo in Francia e Germania. L'artista promosse il singolo attraverso alcune trasmissioni televisive francesi e tedesche tra il 1981 e il 1982; per la promozione di questo album la cantante adottò un look da pirata.

## Ristampe
Made in Italy è stato ristampato nel 1997 su CD (CGD East West 3984 21382-2).
Nel 2022 è stato ristampato in vinile bianco in una versione inedita da collezione: LP 180GR. Limited Edition White Vinyl.

## Tracce
1. Movie – 4:48 (testo: Oscar Avogadro – musica: Mario Lavezzi)
2. Ninna nanna – 4:22 (testo: Oscar Avogadro – musica: Alberto Radius)
3. Lontano da dove – 4:49 (testo: Loredana Bertè, Oscar Avogadro – musica: Mario Lavezzi)
4. Amica notte – 4:20 (testo: Gianmarco Gorietti – musica: Gianni Bella)
5. La goccia – 4:40 (testo: Oscar Avogadro – musica: Alberto Radius)
6. La tigre – 3:37 (testo: Oscar Avogadro – musica: Mario Lavezzi)
7. Canterò – 3:08 (testo: Loredana Bertè, Oscar Avogadro – musica: Loredana Bertè)
8. Number One – 6:31 (testo: Loredana Bertè, Oscar Avogadro – musica: S.Daniels, R.Corley, G.Wright)

## Formazione
- Loredana Bertè – voce
- Victor Jones – chitarra
- Wayne Hampton – chitarra
- Robby Douglas – tastiera
- Skipp Ingram – basso
- Stephen Daniels – batteria
- Walter Martino – percussioni
- Stefano Pulga – pianoforte (traccia 7)
- Kevin Jasper – tromba
- Glen Wallace – trombone
- Robin Corley – sax
- Platinum Hook – cori

## Copertina
La foto di copertina (un intenso primo piano in bianco e nero della cantante) è firmata da Christopher Makos, fotografo alla Factory di Andy Warhol: due anni dopo, un altro degli scatti di quel servizio (effettuato gratuitamente) verrà utilizzato per la copertina dell'album Jazz.
Per il retro dell'album, lo stesso Warhol ideò una bandiera italiana sgualcita, disposta in orizzontale.
Nella busta interna, su di un lato sono riprodotte tre mappe giustapposte delle città di Napoli, Roma e Milano; sul retro è visibile una parte della rete metropolitana milanese, con la linea verde e quella rossa che si intersecano su sfondo bianco, ulteriore riferimento al tricolore italiano.

## Video
Per il brano Movie, che venne apprezzato da Warhol, fu realizzato un videoclip diretto da Dan Munroe, anch'egli fotografo alla Factory.  Il video venne girato in chroma key, con la cantante filmata su uno sfondo blu mentre le immagini della Grande Mela, riprese di notte dallo stesso Warhol, vennero aggiunte in seguito. Il video è accreditato a Andy Warhol Studio. Nel 2004 il videoclip ha ricevuto il "Premio speciale storico" al M.E.I. (Meeting delle etichette indipendenti). 
Nel tentativo di rilanciare la canzone, nel 1984 venne girato un altro video per Movie, questa volta ambientato nella Russia di fine Ottocento, tra carrozze con cavalli, neve e castelli zareschi. 

## Successo commerciale
Nonostante il buon successo radiofonico dei singoli, questo album, a differenza dei due precedenti, vendette meno del previsto e non raggiunse la soglia delle 100 000 copie, fermandosi a 70 000. Secondo la classifica annuale di Musica e Dischi dei 100 album più venduti nel 1981, Made in Italy si trova alla posizione n. 100.